# San Lorenzo (Kolumbia)
San Lorenzo – miasto w Kolumbii, w departamencie Nariño.